# Reloj Gigante de Zamora
El Reloj Gigante de Zamora es una de las principales atracciones turísticas de la ciudad ecuatoriana de Zamora, considerado uno de los relojes más grandes del mundo.
Se encuentra ubicado en la Loma del Tío Lucho, al pie de la Loma de las Tres Cruces y ocupa un área de 1600 m² de talud, adecuada con una geomalla para evitar la erosión en la superficie.

## Estructura
Las manecillas del reloj fueron construidas con metales seleccionados de acuerdo a sus propiedades, a través de un software exclusivo para el efecto. El acero inoxidable utilizado en las máquinas contiene cromo, níquel y otros elementos de aleación, es decir, es un acero inoxidable resistente al ambiente y que por su brillo se emplea en arquitectura con fines decorativos. La longitud del minutero es de 14,67 metros y tiene un peso de 375 kilogramos; en tanto que el horero tiene una longitud de 11,07 metros y un peso de 325 kilogramos. El control principal del reloj es electrónico y maneja todas las funciones como son encendido del motor principal, la reproducción de sonidos y la iluminación. La precisión es de uno a dos minutos de adelanto o atraso al año.
Posee también un sistema de reproducción musical con salida de altavoces que permiten escuchar melodías zamoranas.
Para enfrentar cortes del fluido eléctrico posee un banco de baterías que suministra energía por un lapso de 10 horas. A los costados del reloj se han levantado dos torres donde se encuentran instaladas las bocinas. La esfera del reloj es circular y tiene 30 metros de diámetro. 
En el punto central se encuentra el cuarto de máquinas donde consta: una parte mecánica compuesta básicamente del engranaje principal que conecta y maneja las manecillas; este engranaje es movido por un convertidor de fuerza, cuya fuerza se origina en un motor que se enciende seis segundos cada minuto. Entre la barra que mueve las manecillas y el engranaje se ha colocado un rulemán especial que facilitará la vibración durante un sismo. El perímetro ha sido adornado con plantas ornamentales e iluminado.
Esta importante obra fue construida en el año 2004 y en ella participaron destacados profesionales de la ingeniería, tales como los ingenieros: Marco Lasso, Vicente Capa y Franklin Maitta